# STARMARIE

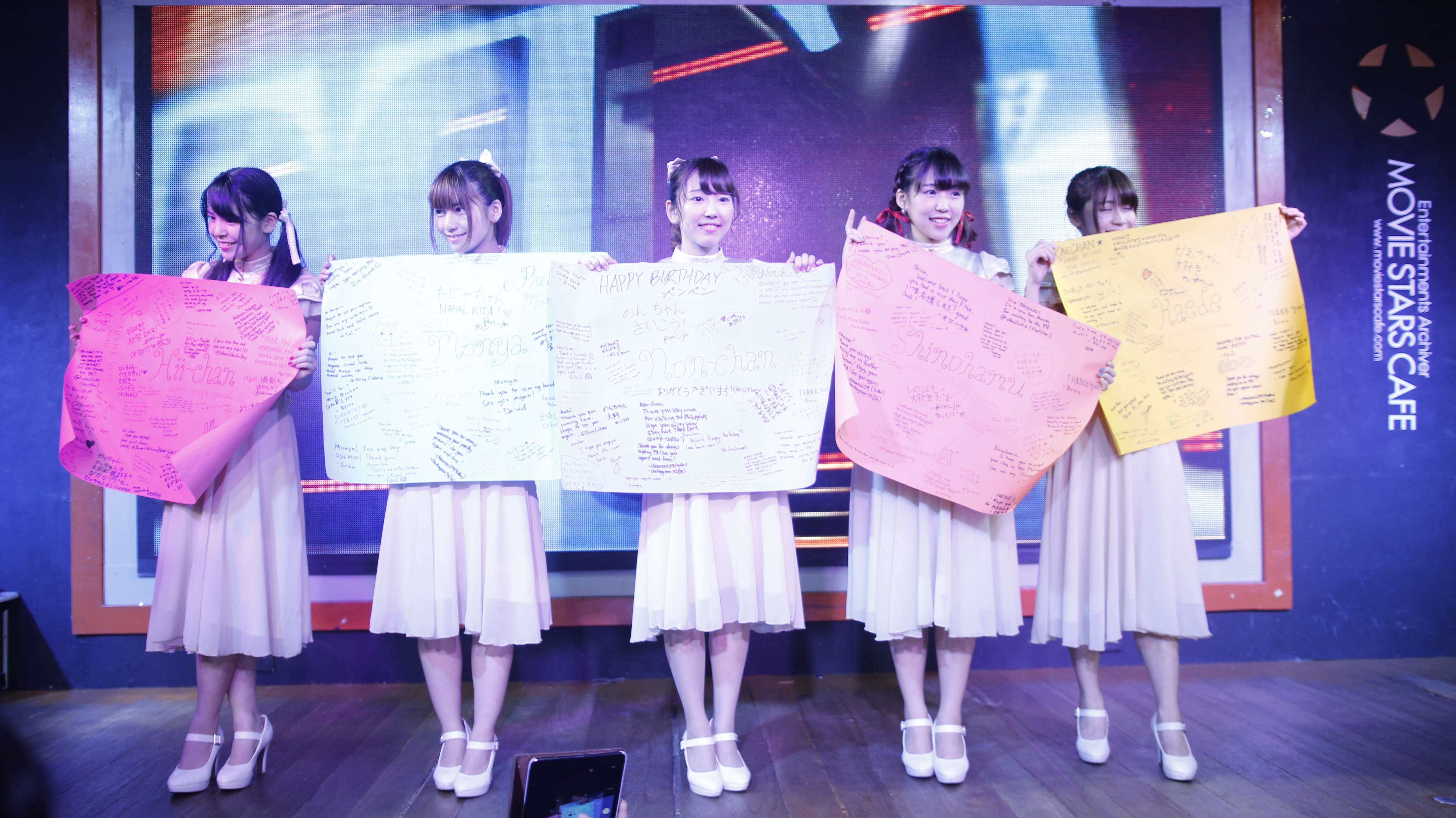

STARMARIE是日本一個女子偶像團體，2008年成立，經歷了多次成員變動，自2014年6月起以「STARMARIE」的全大寫文字重新出發，並第一次以五人團體的組合進行活動。

## 簡介
表演的特色是激烈的舞蹈與幾乎沒有MC（穿插聊天對話）的演出，曲風則是以暗黑奇幻（dark fantasy）為主，偶爾搭配光明向的奇幻曲。
非常樂於在日本以外的國家進行表演，從2012年起，菲律賓4次、美國2次、印尼1次，近年內最頻繁的則是台灣。五人體制組成之後，一年內已5次前往台灣演出（自2015年7月起在台灣已採「定期公演」的方式進行）。
2015年6月22日，在澀谷的O-EAST完成了新體制的第一次亞洲巡迴公演，其足跡遍佈札幌、大阪、台北、雅加達、馬尼拉等地，最後在東京完美的收尾。
自2015年7月19日起，被起用為電視動畫「Cardfight Vanguard G」片尾曲的演出，為成立七年以來最大的機會。
在2015年8月1~2日的東京偶像祭典（Tokyo Idol Festival，TIF）的活動中，STARMARIE則是第一次有機會參與閉幕式的演出，成員木下望與高森紫乃代表團體在舞台上與來自各地的偶像們一起共襄盛舉。
2015年11月3日將在新宿BLAZE舉辦睽違五個月的單獨公演「STARMARIE 単独公演〜魔力が消える！〜」。
2016年10月23日，來台舉行單獨公演「～THE FANTASY WORLD～」
2017年2月3日、4日第十三次訪台，參加台北國際動漫節
2018年1月14日，來台舉辦第13次的「台灣定期公演 ～THE FANTASY WORLD～」。
2020年2月1日，第二十六次訪台，參加第八屆台北國際動漫節。

## 成員
| 姓名       | 暱稱                 | 生日    | 血型 | 加入日         | 出身     |
| ---------- | -------------------- | ------- | ---- | -------------- | -------- |
| 木下望     | のんちゃん(non-chan) | 5月21日 | B型  | 2008年8月16日  | 靜岡縣   |
| 高森紫乃   | しのはむ(shinohamu)  | 7月19日 | A型  | 2009年11月1日  | 神奈川縣 |
| 中根もにゃ | もにゃ(monya)        | 10月9日 | AB型 | 2014年6月22日  | 靜岡縣   |
| 松崎博香   | ひぃちゃん(hii-chan) | 10月4日 | O型  | 2014年6月22日  | 栃木縣   |
| 麻彌       | 麻弥(Maya)           | 7月15日 | O型  | 2020年12月30日 | 群馬縣   |

## 已離團成員
| 姓名     | 暱稱                 | 生日    | 血型 | 加入日        | 最終活動日       | 出身   |
| -------- | -------------------- | ------- | ---- | ------------- | ---------------- | ------ |
| 渡辺楓。 | かえちゃん(kae-chan) | 12月3日 | B型  | 2014年6月22日 | 2020年10月11日。 | 兵庫縣 |